# Leo D. Maloney
Leo Daniel Maloney (San Jose, 4 gennaio 1888 – New York, 2 novembre 1929) è stato un attore, regista e sceneggiatore statunitense.
Era proprietario della "Leo Maloney Studio", una compagnia di produzione cinematografica che aveva la sua sede nelle San Bernardino Mountains, nella California del Sud.

## Filmografia
La filmografia - basata su IMDb - è completa. Quando manca il nome del regista, questo non viene riportato nei titoli.

### Attore

#### 1911
- Why the Sheriff Is a Bachelor, regia di Joseph A. Golden e Tom Mix - cortometraggio (1911)

#### 1912
- Hard Luck Bill, regia di Milton J. Fahrney (1912)
- A Gentleman of Fortune, regia di Milton J. Fahrney (1912)
- The Bugle Call, regia di Thomas H. Ince (1912)
- The Reckoning, regia di Thomas H. Ince (1912)
- The Doctor's Double, regia di Fred J. Balshofer (1912)

#### 1913
- The Little Turncoat, regia di Francis Ford (1913)
- A Demand for Justice, regia di J.P. McGowan (1913)
- The Battle at Fort Laramie, regia di J.P. McGowan (1913)
- The Hermit's Ruse, regia di J.P. McGowan (1913)
- The Silent Warning, regia di J.P. McGowan (1913)
- The Runaway Freight, regia di J.P. McGowan (1913)
- The Express Car Mystery, regia di J.P. McGowan (1913)
- In Peril of His Life, regia di J.P. McGowan (1913)
- The Foot Print Clue, regia di J.P. McGowan (1913)
- Gilt Edge Stocks, regia di J.P. McGowan (1913)

#### 1914
- Explosive 'D', regia di J.P. McGowan (1914)
- Playing for a Fortune, regia di J.P. McGowan (1914)
- The County Seat War, regia di J.P. McGowan (1914)
- A Million in Jewels, regia di J.P. McGowan (1914)
- The Delayed Special (1914)
- The Refrigerator Car's Captive, regia di J.P. McGowan (1914)
- Fast Freight 3205, regia di William Brunton, J.P. McGowan (1914)
- Under Desperation's Spur, regia di J.P. McGowan (1914)
- The Nurse and the Counterfeiter (1914)
- The Stolen Rembrandt, regia di Leo D. Maloney, J.P. McGowan (1914)
- A Man's Soul, regia di Leo D. Maloney, J.P. McGowan (1914)
- The Flaw in the Alibi, regia di J.P. McGowan (1914)
- A String of Pearls, regia di J.P. McGowan (1914)
- The Express Messenger, regia di J.P. McGowan (1914)
- The Rival Railroad's Plot, regia di J.P. McGowan (1914)
- The Way of the Redman, regia di Tom Mix - cortometraggio (1914)
- The Mexican, regia di Tom Mix - cortometraggio (1914)
- Jimmy Hayes and Muriel, regia di Tom Mix - cortometraggio (1914)
- Why the Sheriff Is a Bachelor, regia di Tom Mix - cortometraggio (1914)
- The Telltale Knife, regia di Tom Mix - cortometraggio (1914)
- The Hazards of Helen, regia di J. Gunnis Davis, J.P. McGowan, Robert G. Vignola e, non accreditati, Helen Holmes, Paul Hurst e Leo D. Maloney (1914)
- The Sheriff's Reward, regia di Tom Mix - cortometraggio (1914)
- The Scapegoat, regia di Tom Mix - cortometraggio (1914)
- The Rival Stage Lines, regia di Tom Mix - cortometraggio (1914)
- The Stolen Engine, regia di  J.P. McGowan (1914)
- Saved by a Watch, regia di Tom Mix - cortometraggio (1914)
- The Flying Freight's Captive, regia di J.P. McGowan (1914)
- The Man from the East, regia di Tom Mix - cortometraggio (1914)
- The Black Diamond Express, regia di J.P. McGowan (1914)
- The Escape on the Limited, regia di  J.P. McGowan (1914)
- Cactus Jake, Heart-Breaker, regia di Tom Mix - cortometraggio (1914)

#### 1915
- A Militant School Ma'am, regia di Tom Mix - cortometraggio (1915)
- The Leap from the Water Tower, regia di J.P. McGowan (1915)
- The Broken Circuit, regia di J.P. McGowan (1915)
- The Escape on the Fast Freight, regia di Paul C. Hurst (1915)
- The Red Signal, regia di Paul Hurst (1915)
- The Man from Texas, regia di Tom Mix - cortometraggio (1915)
- The Death Train, regia di J.P. McGowan (1915)
- The Railroad Raiders of '62, regia di J.P. McGowan e, non accreditato, Sidney Olcott (1915)
- The Girl at Lone Point, regia di J.P. McGowan (1915)
- A Life in the Balance, regia di J.P. McGowan (1915)
- The Girl on the Trestle, regia di J.P. McGowan (1915)
- The Girl Engineer, regia di J.P. McGowan (1915)
- A Race for a Crossing, regia di J.P. McGowan (1915)
- The Box Car Trap, regia di J.P. McGowan (1915)
- The Wild Engine, regia di J.P. McGowan (1915)
- The Broken Train, regia di J.P. McGowan (1915)
- A Railroader's Bravery, regia di J.P. McGowan (1915)
- The Human Chain, regia di J.P. McGowan (1915)
- The Pay Train, regia di J.P. McGowan (1915)
- Near Eternity, regia di  J.P. McGowan (1915)
- In Danger's Path, regia di  J.P. McGowan (1915)
- The Midnight Limited, regia di J.P. McGowan (1915)
- A Wild Ride, regia di J.P. McGowan (1915)
- A Deed of Daring, regia di J.P. McGowan (1915)
- The Child, the Dog and the Villain, regia di Tom Mix - cortometraggio (1915)
- The Taking of Mustang Pete, regia di Tom Mix - cortometraggio (1915)
- The Gold Dust and the Squaw, regia di Tom Mix - cortometraggio (1915)
- A Lucky Deal, regia di Tom Mix - cortometraggio (1915)
- Never Again, regia di Tom Mix - cortometraggio (1915)
- How Weary Went Wooing, regia di Tom Mix - cortometraggio (1915)
- The Range Girl and the Cowboy, regia di Tom Mix - cortometraggio (1915)
- The Auction Sale of Run-Down Ranch, regia di Tom Mix - cortometraggio (1915)
- Her Slight Mistake, regia di Tom Mix - cortometraggio (1915)
- The Girl and the Mail Bag, regia di Tom Mix - cortometraggio (1915)
- The Brave Deserve the Fair, regia di Tom Mix - cortometraggio (1915)
- The Mettle of Jerry McGuire, regia di J.P. McGowan (1915)
- A Desperate Leap, regia di J.P. McGowan (1915)
- When Rogues Fall Out, regia di J.P. McGowan (1915)
- The Girl and the Game, regia di J.P. McGowan (1915)

#### 1916
- Whispering Smith, regia di J.P. McGowan (1916)
- Judith of the Cumberlands, regia di J.P. McGowan (1916)
- The Diamond Runners, regia di J.P. McGowan (1916)
- The Manager of the B & A, regia di J.P. McGowan (1916)
- A Mistake in Rustlers, regia di Tom Mix - cortometraggio (1916)
- A Lass of the Lumberlands, regia di J.P. McGowan e Paul Hurst (1916)
- The Girl Detective, regia di Burton L. King - cortometraggio (1916)

#### 1917
- The Railroad Raiders, regia di Helen Holmes, Paul Hurst e J.P. McGowan (1917)
- The Lost Express, regia di J.P. McGowan (1917)

#### 1918
- A Fight for Millions, regia di William Duncan (1918)
- Wolves of the Range, regia di Harry Harvey (1918)

#### 1919
- The Secret Peril, regia di Alvin J. Neitz (Alan James) (1919)
- Riding Wild, regia di Harry Harvey (1919)
- The Captive Bride, regia di George Holt (1919)
- The Spitfire of Seville, regia di George Siegmann (1919)
- The Arizona Cat Claw, regia di William Bertram (1919)

#### 1920
- The Fatal Sign, regia di Stuart Paton (1920)
- Red Hot Trail, regia di Mack V. Wright (1920)
- The Great Round-Up, regia di Mack V. Wright (1920)
- The Lone Ranger, regia di Mack V. Wright (1920)
- The Honor of the Range, regia di Leo Maloney (1920)
- One Law for All, regia di Leo Maloney (1920)

#### 1921
- No Man's Woman, regia di Wayne Mack e Leo Maloney (1921)
- The Wolverine, regia di William Bertram (1921)
- Ghost City, regia di William Bertram (1921)

#### 1922
- Nine Points of the Law, regia di Wayne Mack (1922)
- Eight Four One Two, regia di Al Ira Smith (1922)
- Forty-Five Calibre Law, regia di Al Ira Smith (1922)
- Ambushed, regia di Al Ira Smith (1922)
- Heads or Tails, regia di Al Ira Smith (1922)
- Out of the Storm, regia di Al Ira Smith (1922)
- The Test, regia di Ford Beebe e Leo D. Maloney (1922)
- His Own Law, regia di Ford Beebe (1922)
- Come and Get Me, regia di Ford Beebe (1922)
- Deputized, regia di Ford Beebe (1922)
- Laramie and Me, regia di Ford Beebe (1922)
- Rough Going, regia di Ford Beebe (1922)
- The Bar Cross War, regia di Ford Beebe (1922)
- Out o' My Way, regia di Ford Beebe (1922)
- The Drifter, regia di Ford Beebe (1922)
- His Enemy's Friend, regia di Ford Beebe e Leo Maloney (1922)
- Man Tracker, regia di Ford Beebe (1922)
- One Jump Ahead, regia di Ford Beebe (1922)
- The Western Musketeer, regia di William Bertram (1922)
- Here's Your Man, regia di Ford Beebe (1922)
- Under Orders, regia di Al Ira Smith (1922)
- Santa Fe Mac, regia di Al Ira Smith (1922)

#### 1923
- Under Suspicion, regia di Ford Beebe (1923)
- Border Law, regia di Ford Beebe (1923)
- Smoked Out, regia di Ford Beebe (1923)
- Lost, Strayed or Stolen, regia di Ford Beebe e Leo D. Maloney (1923)
- Double Cinched, regia di Ford Beebe e Leo D. Maloney (1923)
- Partners Three, regia di Ford Beebe (1923)
- The Extra Seven, regia di Ford Beebe (1923)
- When Fighting's Necessary, regia di Ford Beebe (1923)
- 100% Nerve, regia di Ford Beebe (1923)
- Wings of the Storm, regia di Ford Beebe (1923)
- The Unsuspecting Stranger, regia di Ford Beebe, Leo D. Maloney (1923)
- The Rum Runners (1923)
- Hyde and Zeke, regia di Ford Beebe (1923)
- Tom, Dick and Harry, regia di Ford Beebe, Leo D. Maloney (1923)
- Steel-Shod Evidence, regia di Ford Beebe, Leo D. Maloney (1923)
- Yellow Gold and Men, regia di Ford Beebe (1923)
- In Wrong Right, regia di Ford Beebe, Leo D. Maloney (1923)
- Warned in Advance, regia di Ford Beebe (1923)
- King's Creek Law, regia di Leo Maloney e Bob Williamson (1923)

#### 1924
- Huntin' Trouble, regia di Leo D. Maloney e Bob Williamson (1924)
- Payable on Demand, regia di Leo Maloney (1924)
- Riding Double, regia di Leo Maloney (1924)
- The Perfect Alibi, regia di Leo Maloney (1924)
- Not Built for Runnin', regia di Leo D. Maloney (1924)
- The Loser's End (1924)
- Headin' Through, regia di Leo D. Maloney e Bob Williamson (1924)

#### 1925
- The Trouble Buster, regia di Leo Maloney (1925)
- The Shield of Silence, regia di Leo Maloney (1925)
- Across the Deadline, regia di Leo D. Maloney (1925)
- Flash o' Lightning, regia di Leo Maloney (1925)
- The Blood Bond, regia di Leo Maloney (1925)
- Win, Lose or Draw, regia di Leo Maloney (1925)
- Ranchers and Rascals, regia di Leo Maloney (1925)
- Luck and Sand, regia di Leo Maloney (1925)
- Revenge of the Range, regia di Leo D. Maloney (1925)

#### 1926
- The Blind Trail, regia di Leo D. Maloney (1926)
- Without Orders, regia di Leo Maloney (1926)
- The High Hand, regia di Leo Maloney (1926)
- The Outlaw Express, regia di Leo Maloney (1926)

#### 1927
- The Long Loop on the Pecos, regia di Leo Maloney (1927)
- The Man from Hard Pan, regia di Leo D. Maloney (1927)
- Don Desperado, regia di Leo Maloney (1927)
- Two-Gun of the Tumbleweed, regia di Leo Maloney (1927)
- Border Blackbirds, regia di Leo Maloney (1927)
- The Devil's Twin, regia di Leo Maloney (1927)

#### 1928
- The Apache Raider, regia di Leo D. Maloney (1928)
- Vultures of the Sea, regia di Richard Thorpe (1928)
- The Vanishing West, regia di Richard Thorpe (1928)
- Yellow Contraband, regia di Leo Maloney (1928)

#### 1929
- The Fire Detective, regia di Spencer Gordon Bennet e Thomas Storey (1929)
- Overland Bound, regia di Leo Maloney (1929)

### Regista
- The Stolen Rembrandtco-regia di J.P. McGowan (1914)
- A Man's Soul, co-regia di  J.P. McGowan (1914)
- The Hazards of Helen, co-regia di J. Gunnis Davis, J.P. McGowan, Robert G. Vignola e, non accreditati, Helen Holmes e Paul Hurst (1914)
- The Honor of the Range (1920)
- The Big Catch (1920)
- A Gamblin' Fool (1920)
- The Grinning Granger (1920)
- One Law for All (1920)
- No Man's Woman, co-regia di Wayne Mack (1921)
- The Test, co-regia di Ford Beebe (1922)
- His Enemy's Friend, co-regia di Ford Beebe (1922)
- Lost, Strayed or Stolen, co-regia di Ford Beebe (1923)
- Double Cinched, co-regia di Ford Beebe (1923)
- The Unsuspecting Stranger co-regia di Ford Beebe (1923)
- Tom, Dick and Harry, co-regia di Ford Beebe (1923)
- Steel-Shod Evidence co-regia di Ford Beebe (1923)
- In Wrong Right, co-regia di Ford Beebe (1923)
- King's Creek Law, co-regia di Bob Williamson (1923)
- Huntin' Trouble, co-regia di Bob Williamson (1924)
- Payable on Demand (1924)
- Riding Double (1924)
- The Perfect Alibi (1924)
- Not Built for Runnin' (1924)
- Headin' Through, co-regia di Bob Williamson (1924)
- The Trouble Buster (1925)
- The Shield of Silence (1925)
- Across the Deadline (1925)
- Flash o' Lightning (1925)
- The Blood Bond (1925)
- Win, Lose or Draw (1925)
- Ranchers and Rascals (1925)
- Luck and Sand (1925)
- Revenge of the Range (1925)
- The Blind Trail (1926)
- Without Orders (1926)
- The High Hand (1926)
- The Outlaw Express (1926)
- The Long Loop on the Pecos (1927)
- The Man from Hard Pan (1927)
- Don Desperado (1927)
- Two-Gun of the Tumbleweed (1927)
- Border Blackbirds (1927)
- The Devil's Twin (1927)
- The Boss of Rustler's Roost
- The Apache Raider (1928)
- The Bronc Stomper (1928)
- The Black Ace (1928)
- Yellow Contraband (1928)
- 45 Calibre War (1929)
- Overland Bound (1929)

### Sceneggiatore
- So Shall Ye Reap, regia di Burton L. King - cortometraggio (1916)
- The Bar Cross War, regia di Ford Beebe (1922)
- His Enemy's Friend, regia di Ford Beebe e Leo Maloney (1922)
- Smoked Out, regia di Ford Beebe (1923)
- Lost, Strayed or Stolen, regia di Ford Beebe e Leo D. Maloney (1923)
- Double Cinched, regia di Ford Beebe e Leo D. Maloney (1923)
- 100% Nerve, regia di Ford Beebe (1923)
- The Unsuspecting Stranger, regia di Ford Beebe, Leo D. Maloney (1923)
- Steel-Shod Evidence regia di Ford Beebe, Leo D. Maloney (1923)
- In Wrong Right, regia di Ford Beebe e Leo D. Maloney (1923)
- Ridin' Fool, regia di Horace B. Carpenter (1924)
- The Perfect Alibi, regia di Leo D. Maloney (1924)
- The Loser's End (1924)
- The Devil's Twin, regia di Leo Maloney (1927)

### Produttore
- In Wrong Right, regia di Ford Beebe e Leo D. Maloney (1923)
- The Blind Trail, regia di Leo D. Maloney (1926)
- The High Hand, regia di Leo Maloney (1926)
- The Long Loop on the Pecos, regia di Leo Maloney (1927)
- Don Desperado, regia di Leo Maloney (1927)
- Two-Gun of the Tumbleweed, regia di Leo Maloney (1927)
- Border Blackbirds, regia di Leo Maloney (1927)
- The Devil's Twin, regia di Leo Maloney (1927)
- The Boss of Rustler's Roost, regia di Leo Maloney (1928)
- The Apache Raider, regia di Leo D. Maloney (1928)
- The Bronc Stomper, regia di Leo D. Maloney (1928)
- The Black Ace, regia di Leo D. Maloney (1928)
- Overland Bound, regia di Leo Maloney (1929)

### Varie
- The Hazards of Helen, co-regia di J. Gunnis Davis, J.P. McGowan, Robert G. Vignola e, non accreditati, Helen Holmes, Paul Hurst e Leo D. Maloney - stuntman (1914)
- 45 Calibre War - presentatore